# Fallhaus (Feuchtwangen)
Fallhaus war ein Gemeindeteil der Stadt Feuchtwangen im Landkreis Feuchtwangen (Mittelfranken, Bayern). Fallhaus lag in der Gemarkung Feuchtwangen.

## Geografie
Die Einöde lag 0,4 km südöstlich von Feuchtwangen auf einer Höhe von 476 m ü. NHN und war allseits von Acker- und Grünland umgeben. Im Westen wurde die Flur Hummelbuck genannt, im Osten Ulrichsberg. Am Anwesen führte eine Chaussee vorbei, die Feuchtwangen mit Dinkelsbühl verband.

## Geschichte
Fallhaus lag im Fraischbezirk des ansbachischen Oberamtes Feuchtwangen. Das Anwesen war die Abdeckerei der Stadt Feuchtwangen und hatte das Kastenamt Feuchtwangen als Grundherrn. Von 1797 bis 1808 unterstand der Ort dem Justiz- und Kammeramt Feuchtwangen.
Mit dem Gemeindeedikt (frühes 19. Jahrhundert) wurde Fallhaus dem Steuerdistrikt und der Munizipalgemeinde Feuchtwangen zugeordnet. Bei der Vergabe der Hausnummern erhielt es die Nr. 114e. Fallhaus war nach Feuchtwangen gepfarrt und gehörte zum Schulsprengel Feuchtwangen. Nach 1888 wurde Fallhaus in den amtlichen Verzeichnissen nicht mehr als Ortsteil aufgeführt. Heute befindet sich an der Stelle des Anwesens Haus Nr. 3 der Flurstraße.

## Einwohnerentwicklung
| Jahr      | 001818 | 001836 | 001840 | 001861 | 001871 | 001885 |
| Einwohner | 9      | 9      | 9      | *      | 4      | 6      |
| Häuser    | 2      | 1      | 1      |        |        | 1      |
| Quelle    | [ 7 ]  | [ 8 ]  | [ 9 ]  | [ 10 ] | [ 11 ] | [ 4 ]  |

## Weblink
- Fallhaus in der Ortsdatenbank des bavarikon, abgerufen am 19. August 2021.